# Gerd Held
Gerd Held (geboren 1951 in Osnabrück) ist ein deutscher Sozialwissenschaftler und Publizist.

## Leben
Held absolvierte nach einer Ausbildung und Berufstätigkeit als Maschineneinrichter ab 1984 ein Studium der Sozialwissenschaften, das er mit Diplom abschloss, und der Sozialphilosophie (Abschluss Maîtrise) in Hannover und Paris. Anschließend war er als Wissenschaftler und Publizist in Paris und Valencia tätig. Von 1993 bis 2003 arbeitete er als wissenschaftlicher Mitarbeiter an der Fakultät für Raumplanung der Universität Dortmund, wo er promovierte und sich habilitierte und dann als Privatdozent tätig war. 2006 bis 2007 war er wissenschaftlicher Mitarbeiter am Leibniz-Institut für Raumbezogene Sozialforschung in Erkner.
Seit 2008 ist Held freier Publizist, unter anderem für Die Welt, die Frankfurter Allgemeine Sonntagszeitung, die Achse des Guten, The European, Novo und Tichys Einblick, und Privatdozent an der Technischen Universität Berlin. Er lebt in Berlin.
Robert Kaltenbrunner schrieb in der Frankfurter Rundschau über Helds Buch Territorium und Großstadt: Die räumliche Differenzierung der Moderne, es warte mit „überraschenden Reflexionen“ auf, wie sich Leben und Raum zueinander verhielten. Helds Einsicht sei plausibel, dass Offenheit und strategische Reichweite einer Gesellschaft wesentlich von der Art und Weise ihrer räumlichen Strukturierung bestimmt würden und Ordnungsprobleme eines Staatswesens und einer Volkswirtschaft eine Verknüpfung mit dem Raum aufwiesen. Daneben gehe es um die Frage nach Identität in modernen Großstädten. In einem „soziologisch-raumwissenschaftlicher Großversuch“ bewege sich der Autor „auf fast unorthodoxe Weise zwischen intellektueller Imagination, kulturhistorisch oft entlegenen Funden und philosophischer Spekulation“.

## Bücher
- Territorium und Großstadt: Die räumliche Differenzierung der Moderne. Verlag für Sozialwissenschaften, 2005, ISBN 978-3-531-14423-8
- Etwas geht zu Ende: Über die deutschen und europäischen Krisen der Gegenwart. Kommentare und Essays 2015 – 2016. Tichys Einblick, 2016, ISBN 978-3-981-83981-4